# Tomaten (Sektion)
Die Tomaten (Solanum sect. Lycopersicon, international Tomato) sind eine Sektion der Untergattung Potatoe innerhalb der Gattung Nachtschatten (Solanum). Ihr werden 13 Arten zugeordnet, die im westlichen Südamerika beheimatet sind. Die eigentliche Tomate (Solanum lycopersicum) gelangte im 16. Jahrhundert nach Europa, ist heute weltweit in Kultur und gelegentlich auch als Kulturflüchtling verbreitet. Die Arten wurden lange Zeit in eine eigene Gattung Lycopersicon gestellt, aktuelle Erkenntnisse bestätigen jedoch, dass sie zu den Nachtschatten zählen.

## Beschreibung

### Vegetative Merkmale
Tomatenpflanzen sind kräftige, krautige Kurztagspflanzen, die sich meist einjährig, zum Teil aber auch zweijährig oder ausdauernd entwickeln. Sie erreichen eine Wuchshöhe von 1 bis 2 m (selten auch nur 60 cm), sie wachsen zunächst aufrecht, später niederliegend oder selten auch kletternd. Die üppig verzweigten Sprosse können gelegentlich bis zu 4 m lang werden. Der mehr oder weniger sukkulente Stängel ist unbehaart, steifhaarig oder dicht fein behaart. Die Behaarung besteht aus ein- oder vielzelligen und nichtdrüsigen oder aber mit einem ein- oder mehrzelligen Drüsenkopf versehenen Trichomen. Sowohl Stängel als auch die Laubblätter sind mit erhöhten Spaltöffnungen besetzt.
Die Laubblätter sind unpaarig bis doppelt gefiedert und besitzen keine Nebenblätter. Zwei Arten besitzen größere Blätter, die 15 bis 20 (selten 10 bis 30) cm lang und 6 bis 10 (bis 15) cm breit sind. Die Blätter der anderen Arten sind 3 bis 7 (bis 12) cm lang und 2 bis 4 (selten 1,2 bis 6) cm breit. Die Teilblätter selbst sind fiederspaltig, (zwei)gefiedert oder ganzrandig. Gewöhnlich kommen sie in zwei Größen an einer Pflanze vor: Die größeren sind 2 bis 6 (selten 0,5 bis 10) cm lang, stehen in zwei bis sechs Paaren und sind nahezu kreisförmig bis eiförmig oder eng elliptisch geformt. Die kleineren Teilblätter fehlen gelegentlich, wenn vorhanden sind sie 0,1 bis 0,5 (bis 2) cm lang und häufig zwischen den größeren eingeschoben. Sie sind ganzrandig oder beinahe ganzrandig, eiförmig bis nahezu kreisförmig und aufsitzend oder kurz gestielt.

### Blütenstände und Blüten

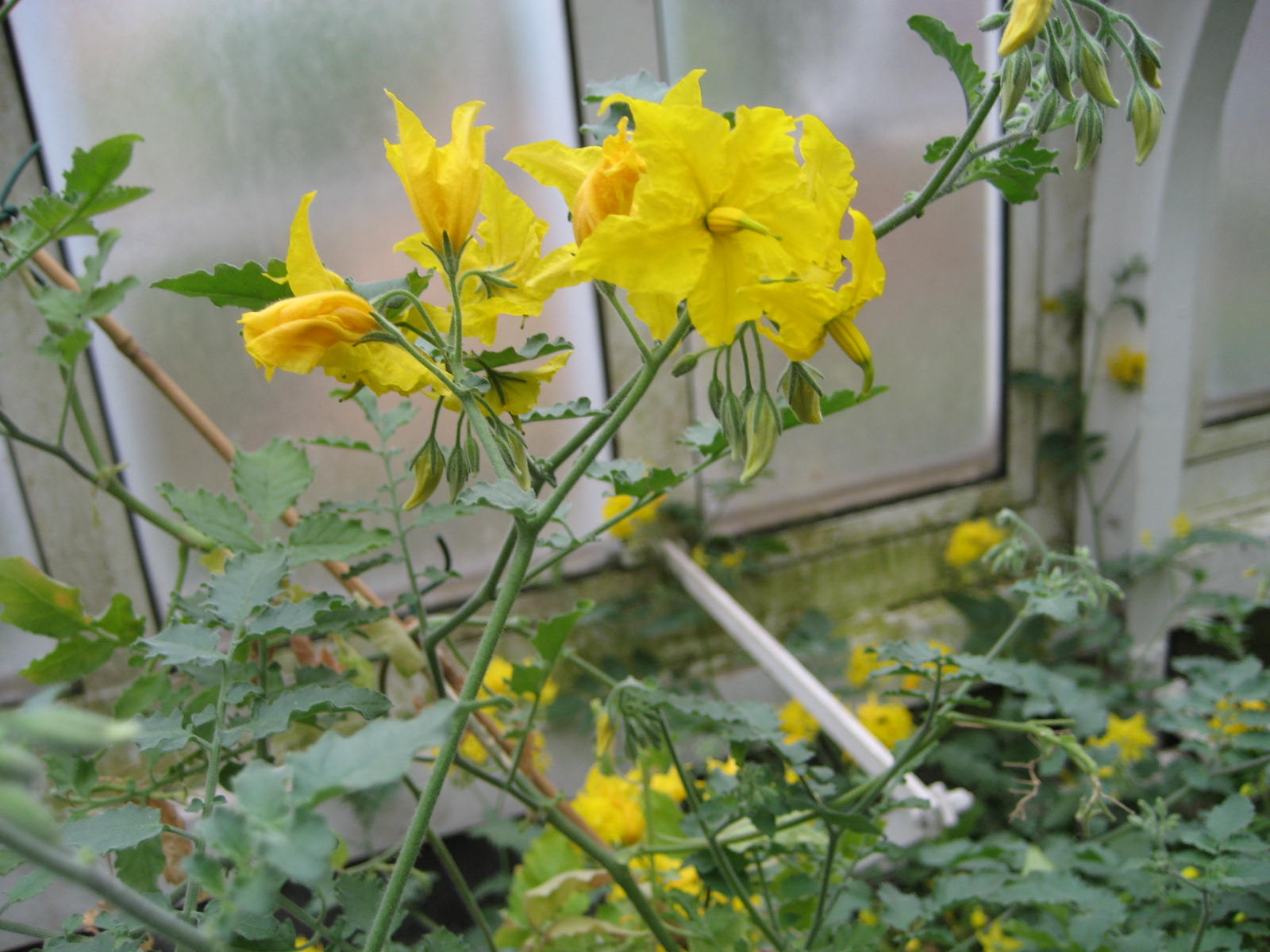
Blütenstand von Solanum chilense.

Die Blüten stehen in einfachen traubenförmigen Blütenständen aus meist vier bis fünf, selten bis zu zehn Blüten, an 1 bis 1,5 cm langen Blütenstielen, die in der Mitte oder etwas oberhalb gelenkartig gebogen sind. Der Blütenkelch ist fünf- bis acht- oder zehnteilig, die einzelnen Kelchblätter sind bis fast zur Basis nicht verwachsen und in etwa 1 cm lang und 1 mm breit. Die zitronengelben Kronblätter sind zu einem Viertel bis zur Hälfte miteinander verwachsen, lanzettlich zugespitzt mit zurückgebogenen Kronlappen. Sie sind etwa 1 cm lang oder etwas länger, unbehaart oder vor allem an der Spitze mehr oder weniger flaumhaarig. Die fünf, acht oder zehn Staubblätter teilen sich recht zeitig in der Blühphase in zwei oder drei Gruppen, die fast aufsitzenden Staubbeutel sind etwa 5 mm lang. Die Staubfäden sind beinahe komplett miteinander verwachsen und bilden einen engen Ring an der Blütenbasis. Die Pollen sind mit 20 bis 27 µm klein, die Pollenkornoberfläche ist netzartig. Der Griffel ist leicht hervorstehend, der Fruchtknoten ist unbehaart.

### Früchte und Samen
Die Frucht ist eine meist drei- bis zehnkammerige Beere, die oft abgeplattet kugelförmig ist. Die Farben der reifen Früchte variieren zwischen rot, dunkelrot-braun, rötlich-gelb, gelb-grünlich oder weißlich. Das Perikarp (Fruchtwand) ist saftig mit einer glänzenden, unbehaarten oder flaumigen Oberfläche. Während der Ausbildung der Frucht vergrößert sich der Blütenkelch, die Kelchblätter biegen sich zurück.
In den Früchten befinden sich bis zu 250 ellipsoid-eiförmige, flache Samen mit einem dicken, innerhalb der Nachtschatten einzigartig ausgeprägten Episperm, welches von einer Schleimschicht umgeben ist. Wird diese Schleimschicht entfernt oder trocknet ein, scheint die Samenoberfläche von trichomartigen Härchen bedeckt zu sein. Dies sind jedoch zugespitzte, längliche Verdickungen einzelner Zellen der äußersten Zellschicht der Samenhülle. Der gewundene Embryo (Keimling) besitzt Kotyledone (Keimblätter), die fast genauso lang sind wie der restliche Embryo, das ihn umgebene Endosperm (Nährgewebe) ist relativ spärlich.

## Vorkommen und Standorte
Das natürliche Verbreitungsgebiet der Arten der Sektion Lycopersicon erstreckt sich über den Westen Südamerikas. Die meisten Arten besiedeln relativ trockene Standorte, beispielsweise die vom Regenschatten geprägten Täler der Anden, die hoch gelegenen Wüstengebiete der westlichen Andenhänge sowie die extrem trockenen Loma-Formationen nahe der Pazifikküste Perus und Chiles. Gelegentlich sind die Arten aus großen Höhenlagen auch in tiefer gelegenen Huaycos (Formationen, die aus bei starken Regenfällen auftretenden Schlamm- und Steinlawinen entstehen) zu finden. Solanum pimpinellifolium kommt auch in feuchten Flusstälern und in Küstenhabitaten vor. Die beiden Arten Solanum cheesmaniae und Solanum galapagense sind Endemiten der Galápagos-Inseln, kommen also ausschließlich dort vor.
Die als kultivierte Tomate Solanum lycopersicum bekannte Art ist stärker an feuchte Standorte gebunden als alle anderen Vertreter der Sektion. Sie wächst verwildert in gestörten Habitaten in allen Teilen der tropischen und temperierten Klimazonen, ist dort aber selten für mehrere Generationen zu finden.

## Ökologie

### Bestäubung
Die Blüten der Tomaten sind, wie auch die Blüten aller anderer Nachtschatten, auf die sogenannte Vibrationsbestäubung (Buzz Pollination) durch Bienen spezialisiert. Dabei vibrieren die Insekten mit ihrem indirekten Flugmuskel, um durch Resonanz den Pollen aus den Staubbeuteln zu schütteln. Da Nachtschattenblüten keinen Nektar produzieren, ist der Pollen der einzige Anreiz für die Bienen, die Blüten zu besuchen. Da der Protein- und Stickstoff-Anteil des Pollens besonders hoch ist, kann er als Nahrung für die Larven dienen. Honigbienen, die die Tomatenblüten besuchen, gelangen nicht durch Vibrations-Bestäubung an den Pollen, sondern trennen die Staubbeutel auf und rauben somit den Pollen. Auch Schwebfliegen besuchen die Tomatenblüten und suchen mit ihrem Saugrüssel in den Blüten nach Nektar, eine Bestäubung durch diese Besuche ist jedoch unwahrscheinlich.

### Fraßfeinde und Krankheiten
Insgesamt existieren Berichte über 332 verschiedene Schmetterlingsarten, für die Arten der Sektion Lycopersicon Nahrungspflanzen sind. Die meisten dieser Beobachtungen stammen jedoch von kultivierten Tomaten aus den gemäßigten Zonen der gesamten Welt, nur fünf der Schmetterlingsarten kommen auch im natürlichen Verbreitungsgebiet vor.
Die Arten der Sektion sind anfällig gegenüber verschiedenen Krankheitserregern. So treten Pilzkrankheiten, beispielsweise ausgelöst durch Phytophthora oder Cladosporium, auf; verschiedene Bakterien wie zum Beispiel Ralstonia solanacearum (Verursacher der Tomatenwelke) befallen die Pflanzen; durch Viren wie das Tabakmosaikvirus oder das Pepinomosaikvirus werden Krankheiten ausgelöst und auch Fadenwürmer (Nematoda) zählen zu den Schädlingen. In verschiedenen Wildarten wurden Resistenzen gegen einige der Krankheiten nachgewiesen, so sind Solanum arcanum, Solanum neorickii und Solanum habrochaites gegen Echten Mehltau resistent, bei Solanum pimpinellifolium sind Resistenzen gegen Cladosporium und weitere Pilzkrankheiten nachgewiesen.

## Systematik

### Äußere Systematik
Innerhalb der Nachtschatten (Solanum) wird die Sektion Lycopersicon in die Untergattung Potatoe eingeordnet. Durch kladistische Untersuchungen, die sowohl auf morphologischer als auch auf molekularer Ebene durchgeführt wurden, konnte gezeigt werden, dass die Sektion monophyletisch ist. Die durch diese Untersuchungen ermittelten Verwandtschaftsverhältnisse zu nahe verwandten Sektionen zeigt folgendes Kladogramm:
|  | Sektion Lycopersicoides                                                        |
|  |                                                                                |
|  | \| \| Sektion Juglandifolia \| \| \| \| \| \| Sektion Lycopersicon \| \| \| \| |
|  |                                                                                |
|  | Sektion Juglandifolia                                                          |
|  |                                                                                |
|  | Sektion Lycopersicon                                                           |
|  |                                                                                |

|  | Sektion Juglandifolia |
|  |                       |
|  | Sektion Lycopersicon  |
|  |                       |

|  | Sektion Lycopersicoides                                                        |
|  |                                                                                |
|  | \| \| Sektion Juglandifolia \| \| \| \| \| \| Sektion Lycopersicon \| \| \| \| |
|  |                                                                                |
|  | Sektion Juglandifolia                                                          |
|  |                                                                                |
|  | Sektion Lycopersicon                                                           |
|  |                                                                                |

|  | Sektion Juglandifolia |
|  |                       |
|  | Sektion Lycopersicon  |
|  |                       |

|  | Sektion Lycopersicoides                                                        |
|  |                                                                                |
|  | \| \| Sektion Juglandifolia \| \| \| \| \| \| Sektion Lycopersicon \| \| \| \| |
|  |                                                                                |
|  | Sektion Juglandifolia                                                          |
|  |                                                                                |
|  | Sektion Lycopersicon                                                           |
|  |                                                                                |

|  | Sektion Juglandifolia |
|  |                       |
|  | Sektion Lycopersicon  |
|  |                       |

|  | Sektion Lycopersicoides                                                        |
|  |                                                                                |
|  | \| \| Sektion Juglandifolia \| \| \| \| \| \| Sektion Lycopersicon \| \| \| \| |
|  |                                                                                |
|  | Sektion Juglandifolia                                                          |
|  |                                                                                |
|  | Sektion Lycopersicon                                                           |
|  |                                                                                |

|  | Sektion Juglandifolia |
|  |                       |
|  | Sektion Lycopersicon  |
|  |                       |

### Innere Systematik
Innerhalb der Sektion werden 13 Arten unterschieden:
Neolycopersicon-Gruppe
- Solanum pennellii Corell: Peru und Galapagos-Inseln.[1]

Eriopersicon-Gruppe
- Solanum chilense (Dunal) Reiche: Peru bis nördliches Chile und Galapagos-Inseln.[1]
- Solanum corneliomulleri J.F.Macbride: Peru.[1]
- Solanum habrochaites S.Knapp & D.M.Spooner: Ecuador bis Peru.[1]
- Solanum huaylasense Peralta: Peru.[1]
- Solanum peruvianum L.: Ecuador bis Chile und Galapagos-Inseln.[1]

Arcanum-Gruppe
- Solanum arcanum Peralta: Peru.[1]
- Solanum chmielewskii (C.M.Rick, Kesicki, Fobes & M.Holle) D.M Spooner, G.J.Anderson & R.K.Jansen: Peru bis Bolivien.[1]
- Solanum neorickii D.M.Spooner, G.J.Anderson & R.K.Jansen: Ecuador bis Peru.[1]

Lycopersicon-Gruppe
- Solanum cheesmaniae (L. Riley) Fosberg: Galapagos-Inseln.[1]
- Solanum galapagense S. C. Darwin & Peralta: Galapagos-Inseln.[1]
- Tomate (Solanum lycopersicum) L.
- Solanum pimpinellifolium L.: Ecuador bis Chile und Galapagos-Inseln.[1]

Die kladistischen Verhältnisse zwischen den Arten sind noch nicht zweifelsfrei geklärt. Es wird jedoch angenommen, dass Solanum pennellii basal zu allen anderen Arten steht, die Art wird in eine monotypische Neolycopersicon-Gruppe gestellt. Die vier Arten der Eriopersicon-Gruppe bilden meist verzweigte Blütenstände und grüne Früchte. Drei Arten mit selbstbefruchtenden und unverzweigten Blütenständen mit grünen Früchten werden in die Arcanum-Gruppe eingeordnet. Vier Arten mit rot- bis orangefarbenen Früchten bilden die Lycopersicon-Gruppe.

## Botanische Geschichte

### Vorlinnéische Geschichte
Die erste Beschreibung der aus Amerika eingeführten Tomate durch europäische Botaniker stammt wahrscheinlich aus Pietro Andrea Mattiolis Werk Di Pedacio Dioscoride Anazarbeo aus dem Jahr 1544. Diese Arbeit basiert auf den Werken des antiken Autors Dioscurides. Die Tomaten werden darin als eine Form der bereits Dioscurides bekannten Alraunen dargestellt. Eine französische Übersetzung aus dem Jahr 1572 stellte die Tomaten den Auberginen nahe, die beide ebenfalls den Alraunen zugehören sollen.
Die älteste Darstellung einer Tomatenpflanze stammt wohl von Leonhart Fuchs. Da sie nie veröffentlicht wurde, sondern erst nach Fuchs’ Tod mit seinen unveröffentlichten Manuskripten in die Österreichische Nationalbibliothek in Wien gelangte, kann das Erstellungsdatum nicht genau bestimmt werden, es muss aber zwischen 1542 und Fuchs’ Tod 1566 liegen. Die erste veröffentlichte Illustration einer Tomatenpflanze stammt aus dem 1554 herausgegebenen Kräuterbuch von Rembert Dodoens. Das älteste erhaltene Herbarexemplar einer Tomatenpflanze stammt ebenfalls aus der Mitte des 16. Jahrhunderts. Es wurde von Ulisse Aldrovandi gesammelt und wird heute im Herbarium des Botanischen Gartens in Bologna aufbewahrt.
Die Bezeichnung der Tomaten als Lycopersicon geht auf den Italiener Luigi Anguillara zurück. Er setzte 1561 die ihm bekannten Tomaten mit einer Pflanze gleich, die vom griechischen Gelehrten Galenos von Pergamon bereits lange vor der Entdeckung Amerikas als λυκοπέρσιον („Wolfspfirsich“) bezeichnet wurde.
Viele vorlinnéische Botaniker stellten die Tomate meist den Nachtschatten (Solanum) nahe und bezeichneten sie oft mit „Solanum pomiferum“ („Apfeltragender Nachtschatten“) oder mit ähnlichen Namen. Joseph Pitton de Tournefort war der erste Botaniker, der die Tomate von den restlichen Solanum trennte und unter dem Namen Lycopersicon führte. Er unterschied beide Gruppen nach der Anzahl der Kammern der Früchte: Pflanzen mit zweikammerigen Früchten ordnete er den Solanum zu, Pflanzen mit mehrkammerigen Früchten den Lycopersicon. Insgesamt unterschied er neun verschiedene Arten innerhalb der Lycopersicon, wovon jedoch eine wahrscheinlich zu den Blasenkirschen (Physalis) gehört und eine weitere wohl mit der Tamarillo (Solanum betaceum) identisch ist.

### Von Linné bis Wettstein
Carl von Linné beschreibt in der ersten Ausgabe der Species Plantarum (1753) zwei Arten der Tomaten und ordnet sie als Solanum lycopersicum und Solanum peruvianum den Nachtschatten zu. Dieser Zuordnung widerspricht Philip Miller in der ein Jahr später erschienenen Ausgabe seines „Gardener's Dictionary“ und führt, noch nicht das binäre System Linnés nutzend, die Tomaten als Lycopersicon und fügt dieser Gattung aufgrund des Baus der Früchte auch die Kartoffel hinzu. 1768 führt Miller die binäre Nomenklatur in seinen Werken ein und unterscheidet innerhalb der Gattung Lycopersicon sieben Arten, unter anderem auch die Kartoffel und die Äthiopische Eierfrucht (Solanum aethiopicum). In der 1806 nach Millers Tod von Thomas Martyn herausgegebenen Ausgabe des „Gardener's Dictionary“ werden alle von Miller als Lycopersicon beschriebenen Arten den Solanum zugeordnet.
In der folgenden Zeit werden die Arten der Tomaten meist als eigene Gattung Lycopersicon geführt, von einigen Autoren aber auch den Solanum zugeordnet. Zu den wichtigsten Werken zu den Tomaten im 19. Jahrhundert gehören die Arbeiten Dunals (1813, 1852), der die Gattung Lycopersicon anerkennt und mehrere neue Arten beschreibt, sowie die Revision der Nachtschattengewächse (Solanaceae) von Richard Wettstein (1895), in der er die Tomaten den Solanum zuordnet.

### Ab Mitte des 20. Jahrhunderts
Die ersten beiden umfangreichen taxonomischen Bearbeitungen der Tomaten stammen von C. H. Müller (1940) und L. C. Luckwill (1943), die beide die Arten als Gattung Lycopersicon anerkannten. Müller unterteilte die Gattung in die zwei Untergattungen Eulycopersicon mit zwei Arten und Eriopersicon mit vier Arten. Er beschreibt zudem eine neue Art und mehrere Varietäten und Formen. Luckwill übernimmt Müllers Einteilung der Untergattungen, erkennt jedoch innerhalb der Untergattung Eriopersicon fünf Arten an und stellt andere infraspezifische Unterteilungen auf. In den 1950er bis Ende der 1970er Jahre wurden verschiedene Arbeiten zur Taxonomie der Tomaten veröffentlicht, die sich oftmals stark auf die kultivierte Tomate konzentrierten. So entstanden Konzepte zur Unterteilung der kultivierten Tomate von Christian Lehmann (1954) am Institut für Kulturpflanzenforschung Gatersleben (DDR), sowie von D. D. Breschnew (Sowjetunion, 1958, 1964).
In den USA war vor allem Charles Rick über viele Jahrzehnte in der Erforschung der Tomaten aktiv. Neben umfangreichen züchterischen Arbeiten erstellte er eine auf den Ergebnissen von Kreuzungsversuchen basierende taxonomische Unterteilung der Tomaten als Gattung Lycopersicon. Diese Unterteilung erkennt neun Arten an und ordnet sie in einen Esculentum-Komplex und einen Peruvianum-Komplex. Eine taxonomische Bearbeitung als Sektion Lycopersicon aus dem Jahr 1990 von A. Child unterscheidet 11 Arten in zwei Untersektionen und drei Serien, gliedert dabei jedoch auch die Arten der heute eigenständigen Solanum sect. Lycopersicoides mit in die Sektion Lycopersicon ein.
Eine 1982 durch Jeffrey Palmer und Daniel Zamir durchgeführte phylogenetische Analyse von Wildtomatenarten und ihren Verwandten zählt zu einer der ersten Arbeiten, die molekularbiologische Methoden an Pflanzen einsetzten. Ab 1993 konnte durch weitere molekularbiologische Untersuchungen gezeigt werden, dass die Tomaten nach phylogenetischen Gesichtspunkten der Gattung der Nachtschatten (Solanum) und dort der Untergattung Potatoe zuzuordnen sind. Zudem wurden durch intensive Studien von Herbarbelegen sowie Expeditionen durch das Verbreitungsgebiet bis 2008 insgesamt drei neue Arten beschrieben. Diese neuen Erkenntnisse verdeutlichten, dass die bisherigen taxonomischen Konzepte nicht länger haltbar waren. Eine entsprechende Revision der Sektion der Tomaten wurde im Juni 2008 von Iris Peralta, David Spooner und Sandra Knapp veröffentlicht. Sie erkennen darin – wie oben dargestellt – dreizehn Arten in drei Artengruppen und einer separat stehenden Art an.